# 旋扭花蟹蛛
旋扭花蟹蛛（学名：Xysticus torsivus）为蟹蛛科花蟹蛛属的动物。在中国大陆，分布于四川、西藏等地。该物种的模式产地在四川、西藏。